# Roquet Belles-Oreilles
Pour la série télévisée d'animation, voir Roquet Belles-Oreilles.
Roquet Belles-Oreilles (Huckleberry Hound) est un personnage de fiction créé par les studios Hanna-Barbera pour la série télévisée d'animation du même nom diffusée à partir de 1958.
Le nom de Huckleberry (ou « Huck ») en version originale est une référence au personnage de Mark Twain dans Les Aventures de Huckleberry Finn.

## Le personnage
Roquet Belles-Oreilles est un chien de couleur bleue. Il interprète souvent la chanson Oh My Darling, Clementine.

## Roquet Belles-Oreilles dans d'autres langues
- Allemand : Hucky
- Néerlandais : Huckleberry Hond
- Brésilien, portugais : Dom Pixote
- Espagnol : même nom qu'en anglais
- Italien : Braccobaldo Bau
- Finnois : Hakki-koira
- Hongrois : Foxi Maxi
- Japonais : 珍犬ハックル (Chin-ken Hakkuru)
- Tchèque : Pes Filipes
- Polonais : Pies Huckleberry
- Suédois : Huckleberry Hund / Blåbärsjycken
- Turc : Akıllı Bıdık

## Hommages
- Dans QRN sur Bretzelburg, dix-huitième album de la série Les Aventures de Spirou et Fantasio, paru en 1966, alors qu'on lui propose de regarder un discours politique à la télévision, le roi Stanislas de Bretzelburg répond : « Je regarderai “Roquet-Belles-Oreilles” ! »
- Le nom français du personnage a inspiré à un groupe humoristique québécois, formé en 1981, son nom de Rock et Belles Oreilles.
- En 2000, un des épisodes des Simpson, Derrière les rires (11.22), inclut une parodie de Roquet Belles-Oreilles.
- Le personnage est évoqué par Joel Barish (Jim Carrey) et Clementine  Kruczynski (Kate Winslet) dans Eternal Sunshine of the Spotless Mind (2004) de Michel Gondry, lorsqu'ils évoquent la chanson Oh My Darling, Clementine.
- Le personnage apparaît dans un épisode de Johnny Bravo[réf. nécessaire].